# Jo’el Chason
Jo’el Chason (hebr. יואל חסון, ur. 2 kwietnia 1973 w Tel Awiwie) – izraelski polityk, poseł do Knesetu w latach 2006–2013 i 2015–2019.

## Życiorys
Urodził się w Tel Awiwie. Ukończył studia poświęcone rządowi i sprawom publicznym, w Centrum Interdyscyplinarnym w Herclijji. Służbę wojskową zakończył w stopniu sierżanta. Był działaczem młodzieżowym. Przewodniczył ruchowi młodzieżowemu Beitar w latach 1998–2001, był prezesem Izraelskiej Rady Ruchów Młodzieżowych w latach 2001–2003. Zajmował też stanowisko doradcy premiera Ariela Szarona, zajmował się petycjami publicznymi (2001–[2005). Od 2004 do 2005 roku był szefem młodzieżówki partii Likud. Gdy Szaron ogłosił utworzenie nowej partii centrowej, Kadimy, Chason wstąpił w jej szeregi. Z listy Kadimy wszedł do siedemnastego Knesetu w wyniku wyborów w 28 marca 2006 roku.
3 grudnia 2012 znalazł się w grupie secesjonistów z Kadimy (Cippi Liwni, Rachel Adatto, Szelomo Mola, Me’ir Szitrit, Robert Tiwjajew, Madżalli Wahbi i Orit Zu’arec), którzy utworzyli nową partię Ruch pod przywództwem Cippi Liwni.
W kwietniu 2019 utracił miejsce w parlamencie.